# 博陵郡
博陵郡（はくりょう-ぐん）は、中国にかつて存在した郡。後漢から唐代にかけて、現在の河北省衡水市一帯に設置された。

## 概要
158年（延熹元年）、後漢により中山郡が分割されて博陵郡が立てられた。博陵郡は冀州に属し、郡治は博陵県に置かれた。213年（建安18年）、劉珪が博陵王に封じられ、博陵郡は博陵国と改称された。
三国時代になると、再び博陵郡とされた。
晋のとき、博陵郡は安平・饒陽・南深沢・安国の4県を管轄した。
397年（皇始2年）、北魏により定州が立てられると、博陵郡は定州に属した。博陵郡は饒陽・安平・深沢・安国の4県を管轄した。
583年（開皇3年）、隋が郡制を廃すると、博陵郡は廃止され、定州に編入された。607年（大業3年）に州が廃止されて郡が置かれると、定州が博陵郡と改称された。博陵郡は鮮虞・北平・唐・恒陽・新楽・隋昌・毋極・義豊・深沢・安平の10県を管轄した。613年（大業9年）、博陵郡が高陽郡と改められた。
621年（武徳4年）、唐が竇建徳を平定すると、高陽郡は定州と改められた。742年（天宝元年）、定州は博陵郡と改称された。758年（乾元元年）、博陵郡は定州と改称され、博陵郡の呼称は姿を消した。